# كهف أفاوا
كهف أفاوا هو كهف كارستي يقع في Doe، المحافظة الوسطى ‏، بابوا غينيا الجديدة. الكهف ناءٍ جدًا، والسبيل الأكثر شيوعًا للوصول للكهف هي رحلة لمدة يومين ومسافة 80 كيلومترًا. وللوصول إليه من دوي، يجب التسلق لمدة ساعة على مرتفع للوصول للكهف المرتفع، والذي يعد موطنًا للعديد من الثعالب الطائرة